# パトリック・ハドリー
パトリック・ハドリー（Patrick Arthur Sheldon Hadley, 1899年3月5日 - 1973年12月17日）は、イギリスの作曲家。

## 生涯
ケンブリッジ生まれ。ウィンチェスター・カレッジで学んでいたが、第一次世界大戦により学業の中断を余儀なくされた。陸軍野戦砲兵隊に少尉として入隊し、戦闘で右足の膝下からを失った。戦後ケンブリッジ大学ペンブルック・カレッジに進学したが、チャールズ・ウッドとシリル・ルーサムに作曲を学んだ。ペンブルック・カレッジでは1922年に学士号を、1925年に修士号を取得し、また王立音楽大学にも入学した。王立音楽大学ではレイフ・ヴォーン・ウィリアムズに作曲を、エイドリアン・ボールトとマルコム・サージェントに指揮を師事した。1925年には王立音楽大学の作曲の講師に就任。
1938年からはケンブリッジ大学ゴンヴィル・アンド・キーズ・カレッジの音楽学の講師となった。第二次世界大戦が勃発すると、ケンブリッジ大学音楽協会の音楽監督・指揮者だったボリス・オードが出征したため、代理を務め、旧知だったフレデリック・ディーリアスの作品の紹介に努めた。その他にもギルバート・サリヴァン協会を設立するなど様々な方面で活動を行った。戦後の1946年にケンブリッジ音楽協会会長に選出され、1962年まで務めた。
教え子にレイモンド・レッパードらがいる。

## 作品
作品は声楽曲が中心で、代表作としてバリトン・合唱・管弦楽のための交響的バラード『そびえる木々』がある。管弦楽曲には小管弦楽のための『ある春の朝に』がある。作風はディーリアスと民謡の影響を受けたものである。

## 文献
- The New Grove Dictionary of Music and Musicians, second edition